# William Archer (arquitecto)
William Archer (1820-1874) fue un  arquitecto, aficionado botánico, briólogo, explorador, político australiano con base en Tasmania.
Obtuvo el título de arquitecto en Inglaterra, y regresó a la práctica en Tasmania, donde fue elegido miembro de la primera Legislatura. A la muerte de su padre entró en posesión de las fincas de la familia y fue capaz de dedicar más tiempo a los intereses botánicos, tomando sus muchos especímenes de plantas y trabajó en Kew Gardens entre 1856 a 1858

## Honores
- Miembro y secretario de la Real Sociedad de Tasmania
- Royal Society
- Sociedad Linneana de Londres

### Epónimos
Género
- (Epacridaceae) Archeria Hook.f.[3]

Especies
- (Cupressaceae) Diselma archeri Hook.f.[4]

- (Cyperaceae) Carex archeri Boott[5]

- (Fabaceae) Psoralea archeri F.Muell.[6]

- (Loganiaceae) Mitrasacme archeri Hook.f.[7]

- (Myrtaceae) Eucalyptus archeri Maiden & Blakely[8]

- (Orchidaceae) Prasophyllum archeri Hook.f.[9]

- (Plantaginaceae) Plantago archeri Hook.f.[10]

- (Poaceae) Danthonia archeri Hook.f.[11]

- La abreviatura «W.Archer bis» se emplea para indicar a William Archer como autoridad en la descripción y clasificación científica de los vegetales.[12]